# Johann Karl Tobisch

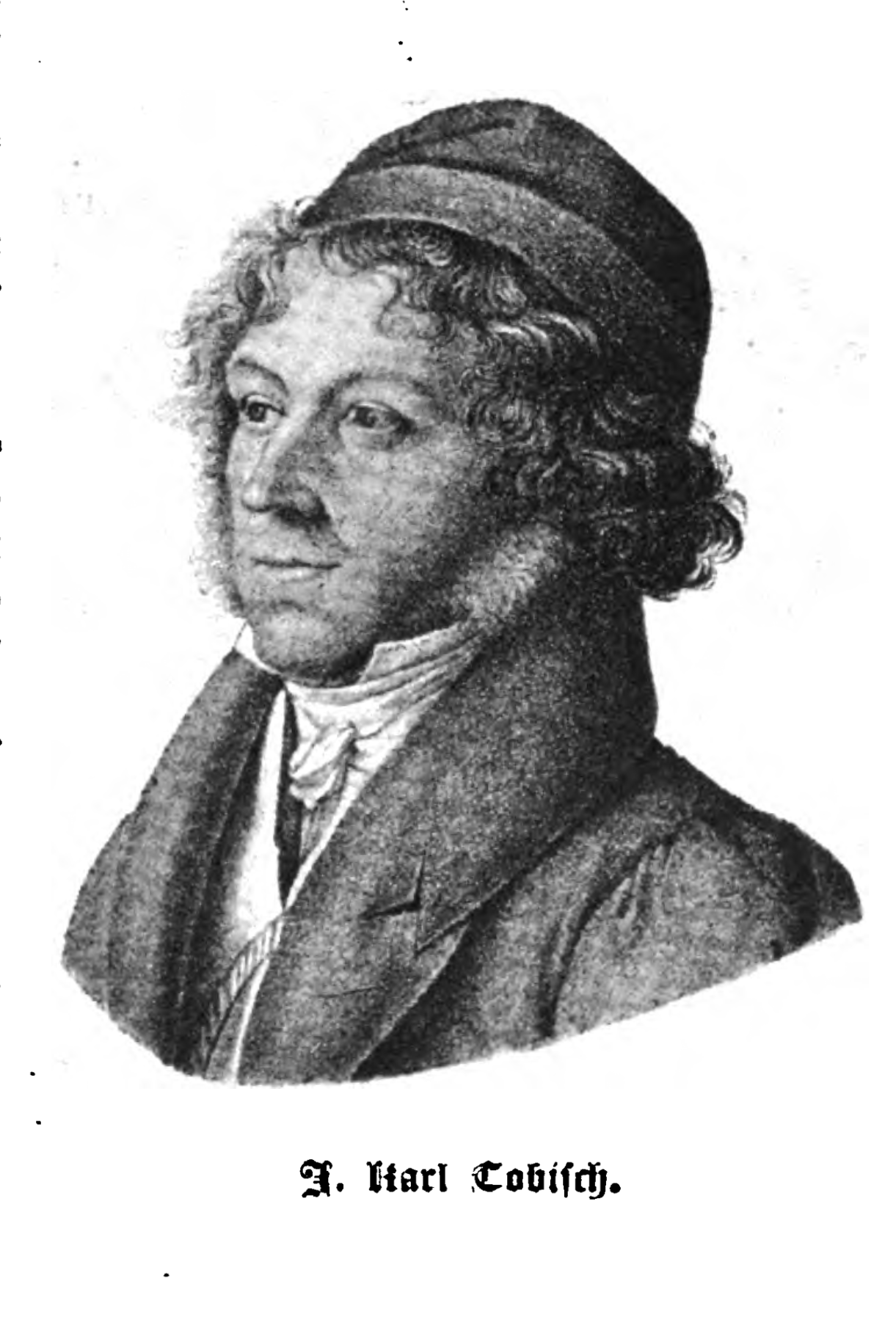
Porträt Johann Karl Tobisch (1793–1855), Professor in Breslau

Johann Karl Tobisch (* 17. Oktober 1793 in Meseritz bei Kaaden in Böhmen als Franz Karl Tobisch; † 17. März 1855 in Breslau) war Professor für Mathematik, Physik, Geschichte und Französisch am Friedrichsgymnasium in Breslau, Mathematiker, Autor mehrerer mathematischer Schriften und Heimatdichter.

## Leben
Tobisch wurde in Meseritz bei Kaaden als dritter Sohn des Bauern Franz Anton Tobisch (* 1756 in Meseritz) und der Maria Anna Tschochner (* 1760 in Klein Schönhof) geboren. Zu seinen Geschwistern zählt der Erzdechant, Konsistorialrat, Canonicus ad hoc und bischöfliche Notar Franz Wenzel Tobisch (1788–1873) in Teplitz und der Oberlehrer Vincenz Eugen Tobisch (1800–1852) in Breslau. Die Familie Tobisch lässt sich auf den Bauern Martin Tobisch († 1651 in Meseritz) zurückführen und brachte einige Gelehrte und Persönlichkeiten hervor.
Nachdem er in Kaaden das Gymnasium besucht hatte, trat er 1810 in den Orden der Piaristen ein und beschäftigte sich hauptsächlich mit dem Studium der lateinischen und französischen Sprache und der Mathematik. Anschließend lehrte er fünf Jahre an den Gymnasien in Beneschau, Schlan, Leitomischl und Kremsier, zuletzt am Neustädter Gymnasium in Prag. 1812 erhielt er an der Karls-Universität in Prag die philosophische Doktorwürde. Für seinen Orden begann er in Prag zu predigen, sah seine Bestimmung jedoch im Lehramt und trat aus dem Piaristen-Orden aus.
1816 verließ Tobisch überstürzt das Kloster und floh in das benachbarte Schlesien. Dort fand er als Hauslehrer bei dem Grafen von Pfeil auf Kleutsch eine Anstellung. Durch den Grafen von Pfeil kam er erstmals mit dem evangelischen Glauben in Kontakt. Nach kurzer Bewährungsfrist bestand er die Lehramtsprüfung und konnte fortan als Oberlehrer am Friedrich-Gymnasium in Breslau wirken. Als Mitglied des Kgl. preuß. Pädagogischen Seminariums für gelehrte Studenten trat er 1819 vom katholischen zum evangelisch-reformierten Glauben über. 1822 wurde er ordentlicher Lehrer und 1829 schließlich Kgl. preuß. Professor für Mathematik, Physik, Geschichte und Französisch. Während seiner Wirkungszeit am Friedrichs-Gymnasium veröffentlichte er mehrere Werke und Abhandlungen. Außerdem veröffentlichte er mehrere Gedichte und Kurzgeschichten. 
Tobisch war seit 1819 mit Charlotte Sophie Grünewald (1788–1845), Tochter des Polizeibürgermeisters von Gottesberg Grünewald (Grunwald), verheiratet. Aus der Ehe entstammen:
- Maria Lucinde Tobisch (* Juni 1820 in Breslau, † 13. Januar 1849 in Breslau)
- Carl Emil Tobisch (* 1. Juni 1821 in Breslau, † 14. Juni 1821 in Breslau)
- Emma Ottilie Tobisch (* 11. Oktober 1823 in Breslau, † 25. Mai 1826 in Breslau)
- Friederike Adelheide Tobisch (* 11. September 1825 in Breslau, † 23. Juli 1851 in Breslau)

Johann Karl Tobisch überlebte seine Ehefrau und seine vier Kinder. Er starb 1855 in Breslau und wurde im Familiengrab auf dem evangelisch-reformierten Friedhof beigesetzt.

## Werke
- Carmen Christiano Abrahamo Rosenberg oblatum. Breslau 1822/4.
- Carmen ad celebr. Frid. Gail. III requi. ante lustra quinque suscepti memoriam compositum. Breslau 1822/4.
- Gespräch zwischen Hermann, Robert und Georg über Astronomie. Breslau 1824.
- Gedichte (auch Poesien ernsten und scherzhaften Inhalts). Breslau 1826. 250 S.
- Carmina edita in imolumentum Graecorum. Breslau 1826, 29 S.
- Hellas, eine Unterhaltung über die Griechen (in Versen). Breslau 1827.
- De promovendo in scholis linguae latinae studio. Breslau 1828. 18 S.
- Poetische Beschreibung einiger Wanderungen in der Grafschaft Glatz. Breslau 1829.
- Leitfaden zum Gebrauche bei Vorträgen über die besondere und allgemeine Arithmetik. Breslau 1829.
- Gespräch über die vier Zeitalter der Geschichte. Breslau 1830.
- Leitfaden zum Gebrauche bei Vorträgen über die Elemente der Planimetrie. Breslau 1831.
- Drei Gespräche in Versen über Unsterblichkeit, den Mond, insbesondere seine Bewohner und über Vergangenheit, Gegenwart und Zukunft. Breslau 1833.
- Elemente der Combinationslehre. Breslau 1833.
- Elemente der Analysis des Endlichen. Breslau 1833.
- Abhandlung über die Kurve, deren Natur durch die Gleichung {\displaystyle y^{4}=(4ax-2x^{2})y^{2}-x^{4}} ausgedrückt wird. Breslau 1833. 25 S. u. 1 Tafel.
- Elemente der höheren Algebra. Breslau 1834.
- Faßliche Darstellung der geometrischen Verhältnisse und Proportionen. Breslau 1834.
- Elemente der ebenen analyt. Geometrie. Breslau 1834.
- Leitfaden zum Gebrauch bei Vorträgen über Stereometrie und sphärische Trigonometrie. Breslau 1834.
- Faßliche Darstellung der Elemente der Differentialrechnung und einiger Anfangsgründe der Integralrechnung. Breslau 1837. 34 S.
- Von den Projektionen und den geografischen und astronomischen Planiglobien. Breslau 1842. 12 S.
- Beiträge zur Vergleichung der Methode der Algebra im 16. Jahrhundert mit der in unseren Tagen. Breslau 1846. S. 4–21 u. 1 Tafel.
- Über das Leben und die Schriften Benedetto Varchi’s. Breslau 1854. 16 S.